# Kanton Pertuis
Der Kanton Pertuis ist seit 1790 ein französischer Wahlkreis im Département Vaucluse in der Region Provence-Alpes-Côte d’Azur. Er hat den Hauptort Pertuis. Im Rahmen einer landesweiten Neugliederung der Kantone im Jahr 2015 änderte sich seine Zusammensetzung lediglich durch das Hinzukommen der Gemeinde Villelaure.

## Gemeinden
Der Kanton besteht aus 15 Gemeinden mit insgesamt 39.307 Einwohnern (Stand: 1. Januar 2022) auf einer Gesamtfläche von 373,32 km²:
| Gemeinde                   | Einwohner 1. Januar 2022 | Fläche km² | Dichte Einw./km² | Code INSEE | Postleitzahl |
| -------------------------- | ------------------------ | ---------- | ---------------- | ---------- | ------------ |
| Ansouis                    | 1.066                    | 17,63      | 60               | 84002      | 84240        |
| Beaumont-de-Pertuis        | 1.102                    | 56,07      | 20               | 84014      | 84120        |
| Cabrières-d’Aigues         | 947                      | 18,96      | 50               | 84024      | 84240        |
| Grambois                   | 1.204                    | 31,20      | 39               | 84052      | 84240        |
| La Bastide-des-Jourdans    | 1.723                    | 27,74      | 62               | 84009      | 84240        |
| La Bastidonne              | 914                      | 5,90       | 155              | 84010      | 84120        |
| La Motte-d’Aigues          | 1.418                    | 14,63      | 97               | 84084      | 84240        |
| La Tour-d’Aigues           | 4.375                    | 41,30      | 106              | 84133      | 84240        |
| Mirabeau                   | 1.434                    | 31,66      | 45               | 84076      | 84120        |
| Pertuis                    | 19.764                   | 66,23      | 298              | 84089      | 84120        |
| Peypin-d’Aigues            | 663                      | 17,36      | 38               | 84090      | 84240        |
| Saint-Martin-de-la-Brasque | 811                      | 5,64       | 144              | 84113      | 84760        |
| Sannes                     | 292                      | 4,60       | 63               | 84121      | 84240        |
| Villelaure                 | 3.395                    | 18,25      | 186              | 84147      | 84530        |
| Vitrolles-en-Lubéron       | 199                      | 16,15      | 12               | 84151      | 84240        |
| Kanton Pertuis             | 39.307                   | 373,32     | 105              | 8413       | –            |

Bis zur landesweiten Neugliederung der Kantone 2015 bestand der Kanton Pertuis bis auf die Gemeinde Villelaure aus denselben Gemeinden. Sein Zuschnitt entsprach einer Fläche von 350,31 km2. Er besaß vor 2015 den INSEE-Code 8419.